# Kill Kill Kill (Anti-Flag)
Kill Kill Kill è l'EP di debutto del gruppo punk statunitense Anti-Flag. Il gruppo aveva già pubblicato due split ed era apparso in alcune compilation, ma questa è la prima pubblicazione interamente della band. L'album fu registrato durante il 1995 ed è da tempo fuori stampa. Molte delle tracce sono state incluse nel primo album della band Die for the Government.
Le versioni di You'd Do The Same, No More Dead e Kill The Rich di questo EP sono le stesse di Die for the Government, ma la versione di Davey Destroyed the Punk Scene è differente.

## Tracce
1. You'd Do The Same – 2:20
2. No More Dead – 3:48
3. Kill the Rich – 3:03
4. Davey Destroyed the Punk Scene – 2:19

## Formazione
- Justin Sane – voce, chitarra
- Andy Flag – basso, voce
- Pat Thetic – batteria